# Liste von Flusskrebsarten in Nordrhein-Westfalen
Die Liste der Flusskrebsarten in Nordrhein-Westfalen umfasst die Flusskrebse, die vom Edelkrebsprojekt Nordrhein-Westfalen dokumentiert wurden. Zusätzlich aufgenommen wurde die neozoische Wollhandkrabbe (aus China), nach ihrer Einschleppung die einzige im Süßwasser lebende Krabbenart Mitteleuropas (vgl. Süßwasserkrabben). Eine Reihe von Arten sind Neozoen.
Mit den Neozoen gelangt auch ein krankheitserregender Pilz ins Wasser: die Krebspest. 

## Artenliste

### Flusskrebse
| Art                             | Wissenschaftlicher Name             | Bemerkungen | Bild |
| ------------------------------- | ----------------------------------- | --- | ---- |
| Europäischer Flusskrebs         | Astacus astacus                     | Einheimisch. |      |
| Steinkrebs                      | Austropotamobius torrentium         | Einheimisch. |      |
| Kamberkrebs                     | Orconectes limosus                  | Neozoon. |      |
| Signalkrebs                     | Pacifastacus leniusculus            | Neozoon. |      |
| Roter Amerikanischer Sumpfkrebs | Procambarus clarkii                 | Neozoon. |      |
| Galizischer Sumpfkrebs          | Astacus leptodactylus               | Neozoon. |      |
| Marmorkrebs                     | Procambarus fallax forma virginalis | Neozoon. |      |
| Kalikokrebs                     | Orconectes immunis                  | Neozoon. Diese Art ist im Oberrhein bereits eingebürgert, ihre Ausbreitung bis zum Niederrhein ist sehr wahrscheinlich. |      |

### Krabben
| Art                        | Wissenschaftlicher Name | Bemerkungen | Bild |
| -------------------------- | ----------------------- | ----------- | ---- |
| Chinesische Wollhandkrabbe | Eriocheir sinensis      | Neozoon     |      |